# 蕭子寶
蕭子寶（6世紀—600年），字季珍，南蘭陵郡蘭陵縣（今江苏省常州市武进区）人，北周、隋朝政治人物，南朝梁鄱陽忠烈王蕭恢之孫，北周義興公蕭泰之子。

## 生平
北周天和三年（568年），蔡州刺史、義興公蕭泰去世。蕭子寶服闋後襲封義興郡開國公，食邑一千三百戶。大象二年（580年），楊堅輔政，加左大丞相，引蕭子寶為丞相府典籤，對其非常賞識和禮遇。
隋朝建立後，蕭子寶累遷至吏部侍郎。開皇二十年（600年），隋文帝廢皇太子楊勇，並下詔處斬與楊勇曾有勾連的官員，其中蕭子寶的罪名為“往居省閣，舊非宮臣，稟性浮躁，用懷輕險，進畫姦謀，要射榮利，經營間構，開造禍端”。蕭子寶被處斬後，妻妾子孫皆沒官為奴婢。

## 品行
蕭子寶美風儀、善談笑，未成年時即名重一時。在被誅殺後，時人冤之。